# Alyssa Rosenzweig
Alyssa Rosenzweig est une développeuse de logiciels et une militante pour la liberté du logiciel connue pour son travail sur les pilotes graphiques de logiciels libres,,.
Elle défend «le logiciel libre comme clé de la durabilité environnementale et de la protection des libertés civiles dans un monde numérique" et protection de "la vie privée des utilisateurs dans la lutte de base contre la surveillance de masse.».

## Formation
Selon sa description de l'enfance, elle grandit en Californie et a fait son coming out en tant que femme transgenre à l'âge de 10 ans Elle est élevée dans la religion juive puis est maintenant Quaker.
Rosenzweig fréquente le lycée Dougherty Valley, et approfondit à la Harvard Summer School et au Center for Talented Youth.
En 2021, elle étudie les mathématiques au Collège Innis de l'Université de Toronto, elle est boursière internationale Lester B. Pearson,,.

## Carrière
En tant qu'ingénieur logiciel chez Collabora, elle dirige le projet Panfrost, développant des pilotes OpenGL comme logiciels libres pour le processeur graphique Mali afin de prendre en charge les graphiques accélérés dans Mesa en amont, livrés prêts à l'emploi sur des appareils comme le Pinebook Pro. Elle quitte Collabora le 10 avril 2023. Depuis mai 2023, elle travaille chez Valve Corporation en tant que prestataire.
En septembre 2020, elle a écrit un client Linux pour le traçage des contacts COVID-19 utilisé au Canada.
En tant que développeuse Asahi Linux en 2021, elle travaille sur la rétro-ingénierie du processeur graphique Apple dans le but de porter Linux sur le processeur Apple M1,, pour permettre le développement d'un pilote OpenGL basé sur Gallium3D, ciblant l'architecture « AGX » trouvée dans le GPU M1. En juillet 2021, elle démontre qu'un portage de Debian fonctionne sur l'Apple M1.

## Récompenses
Elle reçoit le prix 2020 du meilleur nouveau contributeur de logiciel libre, et un bonus Google Open Source Peer.

## Liens
- (en) Site officiel